# Ера (Сондрио)
Ера (итал. Era) је насеље у Италији у округу Сондрио, региону Ломбардија.
Према процени из 2011. у насељу је живело 889 становника. Насеље се налази на надморској висини од 218 м.